# Liste der Bodendenkmale in Hohe Börde
In der Liste der Bodendenkmale in Hohe Börde sind alle Bodendenkmale der Einheitsgemeinde Hohe Börde und ihrer Ortsteile aufgelistet. Grundlage ist die Auflistung von Johannes Schneider aus dem Jahr 1986 und die Veröffentlichung der Landesdenkmalliste mit Stand vom 25. Februar 2016. Die Baudenkmale sind in der Liste der Kulturdenkmale in Hohe Börde aufgeführt.

Der Link (Karte oder Lage) führt zu verschiedenen Kartendiensten mit der Position des Kulturdenkmals. Fehlt dieser Link, wurden die Koordinaten noch nicht eingetragen. Sind diese bekannt, können sie über ein Tool mit einer Kartenansicht einfach nachgetragen werden. In dieser Kartenansicht sind Kulturdenkmale ohne Koordinaten mit einem roten bzw. orangen Marker dargestellt und können durch Verschieben auf die richtige Position in der Karte mit Koordinaten versehen werden. Kulturdenkmale ohne Bild sind an einem blauen bzw. roten Marker erkennbar.

| Denkmal-ID | Fundart                | Ortsteil       | Bezeichnung                                 | Zeitstellung       | Lage                                                    | Bemerkungen | Bild |
| ---------- | ---------------------- | -------------- | ------------------------------------------- | ------------------ | ------------------------------------------------------- | --- | ---- |
| 428312044  | Befestigung > Burg     | Bebertal I     | Veltheimsburg, „Bischofsburg“, Burgwallrest | undatiert          | nördlich Spornlage (Lage)                               | Heute mit Standesamt, Café und Parkanlage. Die Veltheimsburg befindet sich auf einem Geländesporn, es handelt sich mit Sicherheit um einen Burgwall, welcher mit Schloss und Mauer erweitert wurde.                                                                 |      |
| 428312164  | Befestigung            | Bebertal I     | Befestigung                                 | Bronzezeit         | ()                                                      | |      |
| 428312048  | Grabmal > Megalithgrab | Bebertal I     | 2 Megalithgräber                            | undatiert          | nördlich, im Forst ()                                   | |      |
| 428312045  | Grabmal > Grabhügel    | Bebertal I     | Grabhügel                                   | Bronzezeit         | etwa 1 km südlich von Bebertal auf dem Scheuberg (Lage) | |      |
| 428312008  | Grabmal > Megalithgrab | Bebertal I     | Megalithgrab                                | Neolithikum        | nördlich, im Forst (Lage)                               | rekonstruiertes Grab, ca. 19 × 7 m, innere Langkammer mit Zugang, Decksteinen / Ständern, sowie rechteckige Umstellung |      |
| 428312034  | Grabmal > Megalithgrab | Bebertal I     | Megalithgrab                                | Neolithikum        | nördlich, im Forst ()                                   | Nicht mehr vorhanden, Kiessandtagebau. |      |
| 428312022  | Grabmal > Megalithgrab | Bebertal I     | Megalithgrab                                | Neolithikum        | nördlich, im Forst ()                                   | leichte Anhöhe, zentraler Stein ragt bis 0,75 m aus dem Hügel heraus, darum befinden sich 7 große Steine |      |
| 428312021  | Grabmal > Megalithgrab | Bebertal I     | Megalithgrab                                | Neolithikum        | nördlich, im Forst ()                                   | zwischen Weg und Denkmal befindet sich eine Aufschüttung. Megalithgrab bestand aus mindestens acht großen Steinen, |      |
| 428312029  | Grabmal > Megalithgrab | Bebertal I     | Megalithgrab                                | Neolithikum        | nördlich, im Forst ()                                   | deutlich ausgeprägter langovaler Hügel mit 1,80 m Höhe. Alle Steine offensichtlich nicht mehr in situ. |      |
| 428312024  | Grabmal > Megalithgrab | Bebertal I     | Megalithgrab                                | Neolithikum        | nördlich, im Forst ()                                   | Wahrscheinlich Grabkammer mit Umgrenzungssteinen, mehrere Steine mit erkennbaren Ausmaßen von bis zu 2,20 m × 1,20 m × 0,60 m. |      |
| 428312025  | Grabmal > Megalithgrab | Bebertal I     | Megalithgrab                                | Neolithikum        | nördlich, im Forst ()                                   | Befindet sich auf einer stark bewachsenen „Insel“ mittig eines Ackers vor dem südlichen Haldensleber Forst nördlich von Bebertal. Die Insel ist ca. 60 × 40 m groß.                                                                                                 |      |
| 428312026  | Grabmal > Megalithgrab | Bebertal I     | Megalithgrab                                | Neolithikum        | nördlich, im Forst ()                                   | rekonstruiertes Grab, rechteckig, ca. 19 × 9 m lang, ca. 50 Steine; Hügelsituation mit erkennbaren Steinen, Hügeldurchmesser: ca. 35 m |      |
| 428312020  | Grabmal > Megalithgrab | Bebertal I     | Megalithgrab                                | Neolithikum        | nördlich, im Forst ()                                   | zum Teil sehr stark zerstört |      |
| 428312027  | Grabmal > Megalithgrab | Bebertal I     | Megalithgrab                                | Neolithikum        | nördlich, im Forst ()                                   | Die Reste dieses Grabes bestehen aus einigen auf einem Hügel verstreut liegenden Steinen, die keinerlei Struktur mehr erkennen lassen. |      |
| 428312028  | Grabmal > Megalithgrab | Bebertal I     | Megalithgrab                                | Neolithikum        | nördlich, im Forst ()                                   | Dieses Grab ist recht stark zerstört. Die auf einem Hügel liegenden Steine lassen keine Struktur des Grabes mehr erkennen. Es befindet sich auf einem natürlichen Höhenzug, ca. 5 × 3 m angelegt. 12 sichtbare, stark bemooste Steine.                              |      |
| 428312023  | Grabmal > Megalithgrab | Bebertal I     | Megalithgrab                                | Neolithikum        | nördlich, im Forst ()                                   | zentraler Stein und 4 weitere große Steine erkennbar |      |
| 428312030  | Grabmal > Megalithgrab | Bebertal I     | Megalithgrab                                | Neolithikum        | nördlich, im Forst ()                                   | |      |
| 428312031  | Grabmal > Megalithgrab | Bebertal I     | Megalithgrab                                | Neolithikum        | nördlich, im Forst ()                                   | es gibt vor Ort eine leichte Anhöhe, auf welcher drei große Steine liegen. Am Weg liegen zwei große Steine (möglicherweise verlagert). – Megalithgrab möglich. |      |
| 428312032  | Grabmal > Megalithgrab | Bebertal I     | Megalithgrab                                | Neolithikum        | nördlich, im Forst ()                                   | Nicht mehr vorhanden, Kiessandtagebau. |      |
| 428312033  | Grabmal > Megalithgrab | Bebertal I     | Megalithgrab                                | Neolithikum        | nördlich, im Forst ()                                   | Nicht mehr vorhanden, Kiessandtagebau. |      |
| 428312041  | Grabmal > Megalithgrab | Bebertal I     | Megalithgrab                                | Neolithikum        | nördlich, im Forst ()                                   | Nicht mehr vorhanden, Kiessandtagebau. |      |
| 428312037  | Grabmal > Megalithgrab | Bebertal I     | Megalithgrab                                | Neolithikum        | nördlich, im Forst ()                                   | Weg verläuft über den östlichen Randbereich einer ca. 0,80 m hohen Geländekuppe. Auf der höchsten Stelle befinden sich 3 große, aneinander liegende Steine, welche ca. 0,60 m aus dem Boden herausragen. Im direkten Umfeld sind noch 3 kleinere Steine sichtbar    |      |
| 428312019  | Grabmal > Megalithgrab | Bebertal I     | Megalithgrab                                | Neolithikum        | nördlich, im Forst ()                                   | Es sind noch vier Steine sichtbar. Möglicherweise steht ein Tragstein der Kammer noch in situ. Ein etwas abseits liegender großer Stein könnte ein verschleppter Deckstein sein.                                                                                    |      |
| 428312040  | Grabmal > Megalithgrab | Bebertal I     | Megalithgrab                                | Neolithikum        | nördlich, im Forst ()                                   | Nicht mehr vorhanden, Kiessandtagebau. |      |
| 428312009  | Grabmal > Megalithgrab | Bebertal I     | Megalithgrab                                | Neolithikum        | nördlich, im Forst ()                                   | Sehr flacher, kleiner Hügel, es sind 9 Steine sichtbar, einer davon innen dezentral. Die Steine ragen max. 0,5 m aus dem Hügel heraus. |      |
| 428312096  | Grabmal > Megalithgrab | Bebertal I     | Megalithgrab                                | Neolithikum        | nördlich, im Forst ()                                   | Im nahen Umfeld eines Megalithgrabes befindet sich ca. 20 m entfernt ein eindeutig ausgeprägter, kreisrunder Hügel mit einem Durchmesser von 16 m. |      |
| 428312097  | Grabmal > Megalithgrab | Bebertal I     | Megalithgrab                                | Neolithikum        | nördlich, im Forst ()                                   | Langgrab, mit möglicherweise ehemals zwei Kammern. Im Umkreis von ca. 15 m liegen weitere, ca. 28 zum Grab gehörige Steine. |      |
| 428312098  | Grabmal > Megalithgrab | Bebertal I     | Megalithgrab                                | Neolithikum        | nördlich, im Forst ()                                   | |      |
| 428312038  | Grabmal > Megalithgrab | Bebertal I     | Megalithgrab                                | Neolithikum        | nördlich, im Forst ()                                   | Hügel, durch einen Weg geschnitten, ca. 1,20 m hoch, darauf liegt ein großer (1 m × 1,6 m × 0,4 m) Stein, ein weiterer liegt ca. 2 m entfernt (0,7 × 0,5 m) |      |
| 428312005  | Grabmal > Megalithgrab | Bebertal I     | Megalithgrab                                | Neolithikum        | nördlich, im Forst ()                                   | |      |
| 428312036  | Grabmal > Megalithgrab | Bebertal I     | Megalithgrab                                | Neolithikum        | nördlich, im Forst ()                                   | Nicht mehr vorhanden, Kiessandtagebau. |      |
| 428312035  | Grabmal > Megalithgrab | Bebertal I     | Megalithgrab                                | Neolithikum        | nördlich, im Forst ()                                   | Nicht mehr vorhanden, Kiessandtagebau. |      |
| 428312000  | Grabmal > Megalithgrab | Bebertal I     | Megalithgrab                                | Neolithikum        | nördlich, im Forst ()                                   | nördlich schneidet der Wanderweg das Grab im Bereich der vorhandenen Hügelsituation. Das Langgrab (etwa 8 × 5 m) besteht aus 13 sichtbaren Steinen. Am Hügelrand und auf dem Weg liegen weitere 9 Steine.                                                           |      |
| 428312001  | Grabmal > Megalithgrab | Bebertal I     | Megalithgrab                                | Neolithikum        | nördlich, im Forst ()                                   | Größe des Grabes ca. 8 m × 2 m, Die Hauptgrabkammer umstellen neun Steine zwei große zentrale Steine, mindestens 15 weitere Steine liegen auf und seitlich am Hügel                                                                                                 |      |
| 428312002  | Grabmal > Megalithgrab | Bebertal I     | Megalithgrab                                | Neolithikum        | nördlich, im Forst ()                                   | Steinkammer ca. 7 × 6 m aus ca. 18 Steinen. Im Umfeld von 20 m liegen weitere, möglicherweise zugehörige Steine. |      |
| 428312017  | Grabmal > Megalithgrab | Bebertal I     | Megalithgrab                                | Neolithikum        | nördlich, im Forst ()                                   | |      |
| 428312011  | Grabmal > Megalithgrab | Bebertal I     | Megalithgrab                                | Neolithikum        | nördlich, im Forst ()                                   | Das Grab liegt auf einer leichten Anhöhe, die Decksteine sind alle in die Kammer gesunken. Teile der Umfassung sind noch vorhanden. |      |
| 428312004  | Grabmal > Megalithgrab | Bebertal I     | Megalithgrab                                | Neolithikum        | nördlich, im Forst ()                                   | Rechteckiges Langkammergrab mit möglicherweise zwei Kammern und mit weiteren Umstellungen mit Steinen. Insgesamt etwa 14 × 7 m groß. |      |
| 428312018  | Grabmal > Megalithgrab | Bebertal I     | Megalithgrab                                | Neolithikum        | nördlich, im Forst ()                                   | Das Grab ist stark zerstört, so dass die umherliegenden Steine keine Struktur mehr erkennen lassen. Es handelt sich um eine leichte Hügelsituation. Darauf liegen fünf Steine, ringförmig mit einem zentralen Stein beieinander.                                    |      |
| 428312039  | Grabmal > Megalithgrab | Bebertal I     | Megalithgrab                                | Neolithikum        | nördlich, im Forst ()                                   | sehr flacher Hügel am Wegesrand mit mehreren Steinen, welche ca. 0,70 m aus dem Boden herausragen |      |
| 428312006  | Grabmal > Megalithgrab | Bebertal I     | Megalithgrab                                | Neolithikum        | nördlich, im Forst ()                                   | Hügel mit einem Durchmesser von ca. 35–40 m, dezentral auf dem Hügel liegen 3 Steine |      |
| 428312007  | Grabmal > Megalithgrab | Bebertal I     | Megalithgrab                                | Neolithikum        | nördlich, im Forst ()                                   | Hügel (Dm. ≈16 m) am Wegrand, z. T. durch diesen geschnitten, ragt ca. 1,30 m aus dem Umfeld heraus. Es sind drei große und ein kleinerer Stein sichtbar – verlagert. Am Wegrand liegt ein weiterer Stein.                                                          |      |
| 428312099  | Grabmal > Megalithgrab | Bebertal I     | Megalithgrab                                | Neolithikum        | nördlich, im Forst ()                                   | Die auf einer leichten Erhöhung im Gelände verstreut liegenden Steine lassen erahnen, dass dies mal ein Grab gewesen ist. |      |
| 428312010  | Grabmal > Megalithgrab | Bebertal I     | Megalithgrab                                | Neolithikum        | nördlich, im Forst ()                                   | Hügel Dm.≈20 m, H. noch ≈0,80 m, Langgrab ca. 16 × 6 m, ca. 25 Steine, verkippt |      |
| 428312012  | Grabmal > Megalithgrab | Bebertal I     | Megalithgrab                                | Neolithikum        | nördlich, im Forst ()                                   | |      |
| 428312013  | Grabmal > Megalithgrab | Bebertal I     | Megalithgrab                                | Neolithikum        | nördlich, im Forst ()                                   | Das Grab liegt auf einem kleinen Hügel. Es sind alle die Decksteine in die Kammer gesunken und noch Teile der Umfassung vorhanden. Zwei große zentrale Steine werden von neun weiteren großen Steinen umlagert, leicht ovaler Ring.                                 |      |
| 428312014  | Grabmal > Megalithgrab | Bebertal I     | Megalithgrab                                | Neolithikum        | nördlich, im Forst ()                                   | Von diesem Grab sind keine Decksteine mehr vorhanden und auch die Tragsteine sind nicht mehr vollzählig. Ausdehnung 6 m × 4 m, eher langoval, zwei flachliegende zentrale Steine und sieben umstellte Steine, teilweise bis 0,60 m aus dem Boden herausragend       |      |
| 428312015  | Grabmal > Megalithgrab | Bebertal I     | Megalithgrab                                | Neolithikum        | nördlich, im Forst ()                                   | |      |
| 428312016  | Grabmal > Megalithgrab | Bebertal I     | Megalithgrab                                | Neolithikum        | nördlich, im Forst ()                                   | Bei diesem Grab sind noch Reste der Kammer zu erkennen. Ob eine Umfassung existiert hat, lässt sich nicht mehr sagen. Langrechteckig angelegt, 7 m × 5 m, Steinkammer aus je drei großen Seitensteinen und einem Stein an den Stirnseiten, darin zwei große Steine. |      |
| 428312003  | Grabmal > Megalithgrab | Bebertal I     | Megalithgrab                                | Neolithikum        | nördlich, im Forst ()                                   | Megalithgrab auf einem Hügel. Ragt mit den Steinen noch ca. zwei Meter aus dem Umfeld heraus. Ein sehr großer, zentraler Stein wird von etwa 30 weiteren Steinen in zwei Kreisen umstellt.                                                                          |      |
| 428312163  | Grabmal > Megalithgrab | Bebertal I     | Megalithgrab                                | Neolithikum        | Liegt im Betriebsgelände des Steinwerk „Eiche“ ()       | wohl nicht mehr vorhanden. |      |
| 428312156  | Befestigung            | Bebertal II    | Befestigung                                 | Mittelalter        | ()                                                      | |      |
| 428312046  | Befestigung > Burg     | Bebertal II    | abgetragener Burgwall                       | undatiert          | Spornlage, nördlich (Lage)                              | |      |
| 428312047  | Grabmal > Grabhügel    | Bebertal II    | Hügelgräber, 47 Grabhügel                   | Bronzezeit         | im Wald, westlich vom „Galgenberg“ (Lage)               | |      |
| 428312137  | Grabmal > Megalithgrab | Bebertal II    | Megalithgrab „Königsgrab“                   | Neolithikum        | (Lage)                                                  | |      |
| 428312157  | Grabmal > Grabhügel    | Bebertal II    | Grabhügel                                   | Bronzezeit         | ()                                                      | |      |
| 428312158  | Grabmal > Grabhügel    | Bebertal II    | Grabhügel                                   | Bronzezeit         | ()                                                      | |      |
| 428312159  | Grabmal > Grabhügel    | Bebertal II    | Grabhügel                                   | Bronzezeit         | ()                                                      | |      |
| 428312160  | Grabmal > Grabhügel    | Bebertal II    | Grabhügel                                   | Bronzezeit         | ()                                                      | |      |
| 428312161  | Grabmal > Grabhügel    | Bebertal II    | Grabhügel                                   | Bronzezeit         | ()                                                      | |      |
| 428312162  | Grabmal > Grabhügel    | Bebertal II    | Grabhügel                                   | Bronzezeit         | ()                                                      | |      |
| 428312140  | Grabmal > Megalithgrab | Bebertal II    | Megalithgrab                                | Neolithikum        | ()                                                      | Von dem Grab sind nur noch zwei kleinere Steine erhalten, die am Wegesrand ein Stück aus dem Boden ragen. Ob dies der originale Standort ist, oder ob die Steine bei der Flurbereinigung an den Wegesrand geräumt wurden, lässt sich nicht mehr feststellen.        |      |
| 428312155  | Grabmal > Grabhügel    | Bebertal II    | ca. 428312140 Megalithgrab Bebertal II      | Bronzezeit         | ()                                                      | |      |
| 428312151  | Grabmal >              | Bebertal II    | Megalithgrab                                | Neolithikum        | ()                                                      | zerstört |      |
| 428312153  | Grabmal > Megalithgrab | Bebertal II    | Megalithgrab                                | Neolithikum        | ()                                                      | Existiert nicht mehr, liegt auf dem Gelände des Steinwerk „Eiche“. |      |
| 428312138  | Grabmal > Megalithgrab | Bebertal II    | Megalithgrab                                | Neolithikum        | ()                                                      | |      |
| 428312139  | Grabmal > Megalithgrab | Bebertal II    | Megalithgrab                                | Neolithikum        | ()                                                      | Trotz noch recht vielen vorhandenen Steinen, lässt sich keine gesicherte Struktur des Grabes mehr erkennen. |      |
| 428312141  | Grabmal > Megalithgrab | Bebertal II    | Megalithgrab                                | Bronzezeit         | ()                                                      | nicht mehr vorhanden |      |
| 428312142  | Grabmal > Megalithgrab | Bebertal II    | Megalithgrab                                | Neolithikum        | ()                                                      | Existiert nicht mehr, liegt auf dem Gelände des Steinwerk „Eiche“. |      |
| 428312143  | Grabmal > Megalithgrab | Bebertal II    | Megalithgrab                                | Neolithikum        | ()                                                      | Existiert nicht mehr, liegt auf dem Gelände des Steinwerk „Eiche“. |      |
| 428312144  | Grabmal > Megalithgrab | Bebertal II    | Megalithgrab                                | Neolithikum        | ()                                                      | Existiert nicht mehr, liegt auf dem Gelände des Steinwerk „Eiche“. |      |
| 428312145  | Grabmal > Megalithgrab | Bebertal II    | Megalithgrab                                | Neolithikum        | ()                                                      | Existiert nicht mehr, liegt auf dem Gelände des Steinwerk „Eiche“. |      |
| 428312146  | Grabmal > Megalithgrab | Bebertal II    | Megalithgrab                                | Neolithikum        | ()                                                      | Existiert nicht mehr, liegt auf dem Gelände des Steinwerk „Eiche“. |      |
| 428312148  | Grabmal > Megalithgrab | Bebertal II    | Megalithgrab                                | Neolithikum        | ()                                                      | |      |
| 428312149  | Grabmal > Megalithgrab | Bebertal II    | Megalithgrab                                | Neolithikum        | ()                                                      | |      |
| 428312150  | Grabmal > Megalithgrab | Bebertal II    | Megalithgrab                                | Neolithikum        | ()                                                      | |      |
| 428312152  | Grabmal > Megalithgrab | Bebertal II    | Megalithgrab                                | Neolithikum        | ()                                                      | Existiert nicht mehr, liegt auf dem Gelände des Steinwerk „Eiche“. |      |
| 428312147  | Grabmal > Megalithgrab | Bebertal II    | Megalithgrab                                | Neolithikum        | ()                                                      | Existiert nicht mehr, liegt auf dem Gelände des Steinwerk „Eiche“. |      |
| 428312154  | Grabmal > Megalithgrab | Bebertal II    | Megalithgrab                                | Neolithikum        | ()                                                      | Existiert nicht mehr, liegt auf dem Gelände des Steinwerk „Eiche“. |      |
| ?          | Befestigung > Burg     | Eichenbarleben | Überbaute Wasserburg                        | Befestigung > Burg | ehemaliges Gut, dicht südwestlich des Orts (Lage)       | |      |
| ?          | Befestigung > Burg     | Wellen         | „Hohe Burg“                                 | Mittelalter        | Dicht östlich des Orts (Lage)                           | Nach Südosten vorspringender Bergrücken, Burghügel noch ca. 115 m × 80 m. |      |